# Krach dodavatelů energií v Česku
Krach dodavatelů energií je situace na trhu s energiemi v České republice, kdy od října 2021 došlo k ukončení činností několika dodavatelů elektřiny a zemního plynu.

## Průběh
Předzvěstí událostí na trhu s energetickými komoditami v Česku se stalo ukončení činnosti společnosti Slovakia Energy na slovenském trhu, které tato firma patřící do skupiny Bohemia Energy oznámila 30. září 2021.
Sérii úpadků dodavatelů energií zahájila energetická skupina Bohemia Energy, která se 13. října 2021 rozhodla ukončit podnikatelskou činnost. V návaznosti na tyto události Energetický regulační úřad zahájil prověřování všech dodavatelů energie, zda mají zajištěný dostatek energie odpovídající závazkům, které mají vůči domácnostem i podnikům.
| Datum ukončení dodávek     | Společnost                                                                                  | Počet odběrných míst | Počet odběrných míst |
| Datum ukončení dodávek     | Společnost                                                                                  | elektřina            | zemní plyn           |
| -------------------------- | ------------------------------------------------------------------------------------------- | -------------------- | -------------------- |
| 6.10.2021                  | EAGLE ENERGY, a.s.                                                                          | 224                  | 232                  |
| 13.10.2021                 | Bohemia Energy (Bohemia Energy, Comfort Energy, Energie ČS, Europe Easy Energy a X Energie) | 600 000              | 300 000              |
| 19.10.2021                 | Kolibřík Energie a.s.                                                                       | 17 890               | 10 143               |
| 22.10.2021                 | A-PLUS Energie obchodní, a.s.                                                               |                      | 150                  |
| 16.11.2021                 | Ray energy a.s.                                                                             | 2 498                | 478                  |
| 13.12.2021                 | Microenergy, s.r.o.                                                                         |                      | 760                  |
| 22.12.2021                 | Český Energetický Dodavatel, a.s.                                                           | 4 283                | 2 933                |
| 22.12.2021                 | Energie pro Tebe, a.s.                                                                      |                      | 336                  |
| 23.12.2021                 | Františkovy Energie, s.r.o.                                                                 | 2 635                | 2 305                |
|                            | Svinos                                                                                      |                      | 21                   |
|                            | Czech Energy                                                                                |                      |                      |
|                            | Lumius                                                                                      |                      |                      |
| březen 2022                | První Moravská Plynární                                                                     |                      |                      |
| 10.3.2022(pouze elektřina) | Energo LaR                                                                                  | 549                  |                      |

## Dopady
V souladu s platnými vyhláškami o pravidlech trhu s elektřinou či plynem, je dotčeným zákazníků umožněna rychlá změna dodavatele v období před ukončením dodávky energie. Pokud k uzavření smlouvy s jiným dodavatelem nedojde, je odběrné místo zabezpečeno po dobu 6 měsíců dodavatelem poslední instance.
Doba oznámení úpadku skupiny Bohemia Energy těsně po parlamentních volbách navozuje dojem, že šlo o záměrné odsunutí zveřejnění až po ukončení volební kampaně. Podobně i fakt, že před volbami došlo ke změnám ceníků dodavatelů energií, ke kterým odběratelé budou muset přejít, vyvolává spekulace, že ukončení činnosti Bohemia Energy bylo naplánováno.